# Gaspard Deridder
Gaspard Deridder (* 4. März 1918; † 1977) war ein belgischer Boxer.

## Werdegang
Gaspard Deridder nahm an den Olympischen Sommerspielen 1936 in Berlin teil. Im Weltergewichtsturnier unterlag er, nach einem Freilos in Runde 1, in seinem Zweitrundenkampf dem Niederländer Hens Dekkers.